# Trachea netuna
Trachea netuna är en fjärilsart som beskrevs av Achille Guenée 1852. Trachea netuna ingår i släktet Trachea och familjen nattflyn. Inga underarter finns listade i Catalogue of Life.